# Annulohypoxylon nitens
Annulohypoxylon nitens är en svampart som först beskrevs av Vincenzo de Cesati, och fick sitt nu gällande namn av Y.M. Ju, J.D. Rogers & H.M. Hsieh 2005. Annulohypoxylon nitens ingår i släktet Annulohypoxylon och familjen kolkärnsvampar.   Inga underarter finns listade i Catalogue of Life.